# Персонаж (фильм)
«Персона́ж» (англ. Stranger than Fiction) — американская трагикомедия 2006 года компании Columbia Pictures, снятая режиссёром Марком Форстером. В главных ролях снялись Уилл Феррелл, Мэгги Джилленхол, Эмма Томпсон, Дастин Хоффман, Куин Латифа и Тони Хейл.
Предпремьерный показ фильма состоялся 9 сентября 2006 года на международном кинофестивале в канадском городе Торонто. В широкий прокат на территории США фильм вышел 10 ноября. В России премьера состоялась спустя почти полгода — 24 мая 2007 года. Уилл Феррелл за роль Гарольда Крика в 2007 году был номинирован на премию «Золотой глобус» в категории «Лучшая мужская роль (комедия или мюзикл)».

## Сюжет
Фильм повествует о жизни Гарольда Крика (Уилл Феррелл), налогового инспектора. Гарольд ведёт чрезвычайно монотонную жизнь — встаёт и ложится спать в одно и то же время и даже считает движения зубной щётки, когда чистит зубы. Совершенно неожиданно он начинает слышать голос, который комментирует его действия. Гарольд обращается за помощью к психиатру (Линда Хант), но диагноз шизофрения его не устраивает — он понимает, что с ним происходит нечто другое.
Психиатр рекомендует Гарольду обратиться к специалисту в области литературы. Джулс Хилберт (Дастин Хоффман) — профессор литературы — пытается помочь Гарольду определить жанр происходящего с Гарольдом и, как следствие, дальнейшую судьбу главного героя. Одновременно у Гарольда завязывается роман с симпатичной татуированной кондитершей Аной (Мэгги Джилленхол) и, понимая, что его жизнь бесцветна и однообразна, он вспоминает студенческие годы, свои старые увлечения. Случайно на кассете у профессора Хилберта Гарольд видит женщину, голос которой он слышит у себя в голове. Ею оказывается писательница Карен Эйфелл (Эмма Томпсон). Она пишет трагедии и собирается убить главного героя своего нового романа. Гарольд пытается найти и остановить Карен.
Гарольд находит в архивах налоговой номер Карен, которая в это время точно описывает действия героя романа. Как только она написала о телефонном звонке, тут же в зале зазвонил телефон, но Карен не взяла трубку, сильно испугавшись, потом это повторилось, и ещё раз, и только на 3 раз писательница, обезумев, побежала к телефону

## В ролях
| Актёр            | Роль                    |
| ---------------- | ----------------------- |
| Уилл Феррелл     | Гарольд Крик            |
| Эмма Томпсон     | Карэн Эйфелл            |
| Дастин Хоффман   | профессор Джулс Хилберт |
| Мэгги Джилленхол | Ана Паскаль             |
| Куин Латифа      | Пэнни Эшер              |
| Тони Хейл        | Дэйв                    |
| Линда Хант       | психиатр                |

## Название фильма
Оригинальное название фильма Stranger than Fiction взято из четырнадцатой песни поэмы Джорджа Гордона Байрона «Дон Жуан»:
 'T is strange — but true; for truth is always strange;

  Stranger than fiction; if it could be told,

How much would novels gain by the exchange!

  How differently the world would men behold!
В переводе Т. Гнедич:
Вы скажете, что это очень странно,

Но правда всякой выдумки странней.

Как помогли б правдивые романы

Познанью жизни, мира и людей!